# Blasimon
Blasimon  egy francia település Gironde megyében az Aquitania régióban. Lakosainak száma 955 fő (2022. január 1.).

## Adminisztráció
Polgármesterek:
- 1983–1995 Pierre Lhomme
- 1995–2008 Rodolphe Struk
- 2008–2020 Daniel Barbe

## Demográfia
| Lakosok száma | 836  | 666  | 701  | 843  | 908  | 907  | 906  | 909  | 924  | 955  |
|               | 1968 | 1982 | 1990 | 2006 | 2013 | 2015 | 2017 | 2019 | 2020 | 2022 |

## Látnivalók
- Bastide fortifiée
- XII. századi kolostor